# لکوم
لکوم (به هلندی: Lekkum) یک منطقهٔ مسکونی در هلند است که در لیواردن واقع شده‌است. لکوم ۴۰۵ نفر جمعیت دارد.